# Sibangea similis
Sibangea similis là một loài thực vật có hoa trong họ Putranjivaceae. Loài này được (Hutch.) Radcl.-Sm. miêu tả khoa học đầu tiên năm 1978.